# Saronno
Saronno (lombardul: Sarònn) település Olaszországban, Varese megyében. Lakosainak száma 38 442 fő (2023. január 1.). Saronno Caronno Pertusella, Gerenzano, Origgio, Cogliate, Uboldo, Ceriano Laghetto, Rovello Porro és Solaro községekkel határos.

## Népesség
A település népességének változása:
| Lakosok száma | 39 351 | 39 419 | 38 442 |
|               | 2017   | 2018   | 2023   |